# Tara (fiume)
Il Tara è un piccolo fiume che nasce a circa 10 km da Taranto in corrispondenza della Gravina di Leucaspide in agro di Statte.

## Geografia
È la manifestazione di un fenomeno carsico, le acque provenienti dalle Murge affiorano a circa 2 km dal mare, scorrendo sotto terra nel calcare fessurato.
Il Tara ha una portata di 3000 litri al secondo, quasi costante durante tutto l'anno, così come la sua temperatura che oscilla sempre tra i 13 °C e i 18 °C.

## Storia
Secondo la leggenda, circa 2000 anni prima della nascita di Cristo, Taras sarebbe giunto con una flotta presso il corso d'acqua, che da lui stesso avrebbe preso il nome. Sempre secondo la leggenda, Taras avrebbe edificato l'odierna città di Taranto, prima di scomparire nelle acque del fiume e di essere assunto fra gli eroi dal padre Poseidone.
Nel I secolo a.C. su questo fiume avvenne la riconciliazione tra Ottaviano e Antonio per opera di Ottavia, sorella del primo e moglie del secondo, la quale visse a Taranto dopo essere stata ripudiata da Antonio a favore di Cleopatra, regina d'Egitto.
Nel Medioevo il fiume venne sfruttato dai monaci benedettini e poi olivetani del vicino Monastero di Santa Maria della Giustizia.
In epoca relativamente più recente, si ebbe la famosa battaglia del 1594 tra Cristiani e Turchi, che volevano invadere l'agro di Massafra; la popolazione massafrase riuscì a sconfiggere e mettere in fuga i Saraceni. Questa vittoria veniva rievocata con una cavalcata detta Scammisciata, durante la quale si svolgevano tornei in costume, ma la ricorrenza fu sospesa dai Borboni. Tuttavia i cittadini la fecero rivivere sotto forma di processione in onore dei Santi Medici e di San Michele Arcangelo.
Dal 1950 le acque del fiume sono utilizzate per l'irrigazione dei campi.

## Economia
Il Tara ha esercitato una forte influenza sull'economia di Massafra (TA) per la coltivazione di agrumi, ulivi, ortaggi ed in particolare dei Meloni d'acqua. Inoltre sulle sponde cresce il giunco, da sempre usato per fare i cesti (panarèdde).

## Curiosità
Le acque del fiume Tara sono considerate sin dall'antichità benefiche per tonificare il corpo, nonché un rimedio efficacissimo contro le malattie dei nervi. Ancora oggi in estate la gente si reca al fiume per farsi i bagni con i fanghi.
Nel periodo estivo inoltre, per opera del consorzio di bonifica ma anche per opera autonoma della gente del luogo, il fiume viene pulito e reso balneabile. Molta gente, di ritorno dal mare o nelle ore più calde del giorno, viene qui per rinfrescarsi.

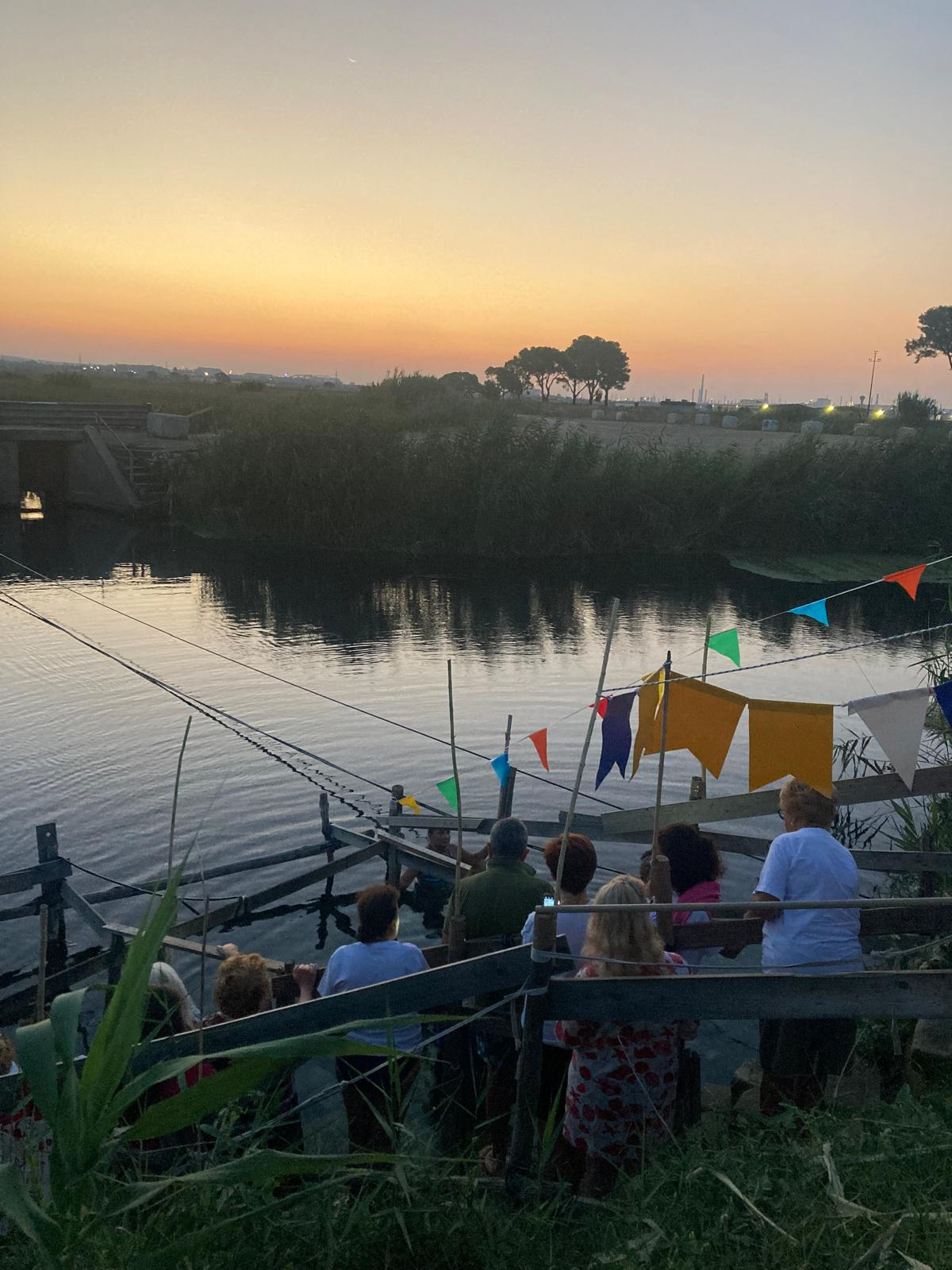
Celebrazioni della Madonna del Tara

Il primo di settembre, le persone devote alla Madonna del fiume Tara usano recitare il Santo Rosario nelle acque del fiume alle prime luci dell'alba.